# Sénat du Delaware
Le Sénat du Delaware (en anglais : Delaware Senate) est la chambre haute de l'Assemblée générale du Delaware, l'organe législatif de l'État américain du Delaware.
Le Sénat compte 21 membres. Les sénateurs sont élus pour un mandat de quatre ans, à l'exception du mandat suivant le recensement des États-Unis au début de chaque décennie pour lequel il est réduit à deux ans.
Comme dans la plupart des États, le sénat du Delaware est présidé par le lieutenant-gouverneur. C'est cependant le président pro tempore, élu entre les sénateurs, qui dirige dans les faits le Sénat.
En février 2017, le Parti démocrate remporte une élection partielle lui permettant de conserver sa majorité de 11 sièges (contre 10 pour le Parti républicain). Les démocrates sont majoritaires au Sénat depuis les années 1970.

## Système électoral
Le Sénat du Delaware est composé de 21 sièges pourvus au scrutin uninominal majoritaire à un tour dans autant de circonscriptions que de sièges à pourvoir, selon un calendrier particulier appelé système de mandat 2-4-4. Cette appellation désigne la façon dont la moitié des membres de la chambre effectue un mandat de deux ans puis deux de quatre ans en l'espace d'une décennie, de telle sorte que le Sénat soit renouvelé par moitié à chaque élection, avant d'être intégralement renouvelés tous les dix ans. 